# Saint-Salvy

Saint-Salvy este o comună în departamentul Lot-et-Garonne din sud-vestul Franței. În 2009 avea o populație de 182 de locuitori.

## Evoluția populației
| An        | 1975 | 1982 | 1990 | 1999 | 2006 | 2009 |
| --------- | ---- | ---- | ---- | ---- | ---- | ---- |
| Populație | 171  | 155  | 166  | 187  | 196  | 182  |